# Вольф, Курт
Курт Вольф (нем. Kurt Wolff; 6 февраля 1895 — 15 сентября 1917) — немецкий лётчик-ас Первой мировой войны. На его счету 33 победы и одна непризнанная победа. За стройный внешний вид и скромность Вольф получил прозвище zartes Blumlein — «Нежный цветочек».

## Биография
Курт Вольф родился 6 февраля 1895 года в Грайфсвальде, Померания. В 17 лет стал кадетом, служа в железнодорожном полку № 4 на должности унтер-офицера. В Первую мировую войну был повышен до лейтенанта. 17 апреля 1915 года был переведён в авиацию. В июле 1915 года Курт Вольф чудом уцелел в авиакатастрофе. Она случилась во время его первого полёта. Сам Вольф отделался лишь вывихом плеча. Другой пилот разбил свой самолёт «LVG» и погиб. В декабре 1915 года Вольф получил лётный сертификат в Доберитце. Летал в составе эскадрилий KG 7 и Stafiel 40 под Верденом, затем — на Сомме. 5 ноября 1916 года был отправлен в Jasta 11, где ему не удалось одержать ни одной победы. Когда же Манфред фон Рихтгофен, ас Первой мировой войны, принял командование этой эскадрильей, Курт Вольф также стал одерживать свои победы. С 6 марта по 1 мая 1917 года он сбил 29 самолётов противника. 3 мая Курта Вольфа перевели на должность командира в Jasta 29. 2 июля он вернулся в Jasta 11 и принял командование. Через девять дней, 11 июля, он был ранен в левую руку в бою восточнее Ипра. Там он сражался с «Sopwith Triplane» из 10-й морской эскадрильи. Два месяца спустя, 11 сентября, Вольф был повышен до обер-лейтенанта.

## Гибель
15 сентября в 16 часов 30 минут по германскому времени Вольф взлетел на 102/17 с аэродрома в Маркебике. Погода была облачной. Вольф летел на триплане с группой самолётов «Albatros D.V». Четыре самолёта «Sopwith Camel» из 10-й эскадрильи морской авиации Великобритании патрулировали воздушное пространство с 15 часов 15 минут. Примерно в 16 часов 15 минут британские истребители стали прикрывать бомбардировщики DH.4, которые летели к линии фронта. Вольф оторвался от группы, из-за погоды, и продолжил полёт в одиночку. Примерно через 15 минут после начала прикрытия бомбардировщиков английские истребители встретили «Альбатросы». Но немцы не сразу стали принимать бой. Вольф присоединился к своим товарищам. Точно неизвестно, кто сбил Вольфа. Английский лейтенант Норман Макгрегор, осматривая воздушное пространство, вдруг увидел падающий триплан. В нём был Вольф. Гибель Вольфа ухудшила репутацию трипланов.

## Похороны и скандалы
После гибели Вольфа останки его были перевезены в Кёнигсберг. Оттуда они были доставлены в Мемель. Похороны были проведены за счёт города. Ожидалось прибытие фон Рихтгофена, но после похорон в газетах не было упомянуто его присутствие. Точное местоположение могилы Курта Вольфа неизвестно.
В конце 1960-х годов старое городское кладбище было ликвидировано по решению местных властей. На его месте сейчас находится Парк Скульптур. Часть крестов и оград с этого кладбища были перенесены в «Музей кузнечного дела». Куда именно перенесли плиты и памятники, неизвестно.

## Список побед Курта Вольфа
За всю свою службу сбил 34 самолёта. Но последняя победа была не признана.

## Награды
- Железный крест 2-го и 1-го класса (Королевство Пруссия)
- Почетный кубок за победу в воздушном бою (14 марта 1917)
- Королевский орден Дома Гогенцоллернов  рыцарский крест с мечами (26 апреля 1917) (Королевство Пруссия)
- Орден «Pour le Mérite» (4 мая 1917) (Королевство Пруссия)
- Орден «За военные заслуги» 4-го класса с мечами  (Королевство Бавария)
- Знак военного летчика (Королевство Пруссия)

## Самолёты, на которых летал Вольф
Все свои признанные победы Вольф одержал на самолёте Albatros D.V. В день своей гибели он впервые летел на триплане. На нём он и сбил самолёт, который не был ему засчитан из-за его гибели.

## Интересные факты
- Вольф всюду носил шапочку на удачу. Перед своим последним вылетом он забыл её надеть.